# Guru Groove Foundation
Guru Groove Foundation — независимый российский музыкальный проект, сочетающий в своём творчестве джаз-фьюжн, фанк и электронику.

## История
Музыкальный проект «Guru Groove Foundation» был образован в Москве в 2009 году. Основателями проекта являются Татьяна Шаманина, Егор Шаманин и саунд-продюсер Геннадий Лагутин.
В мае 2011 года был выпущен дебютный альбом под названием «Call Me Up». В этом же году коллектив становится обладателем премии «Золотая Горгулья» как лучший танцевальный коллектив года.
В октябре 2013 года был выпущен первый клип на трек «Moscow», режиссёром которого выступил Алексей Тишкин. Видеоклип был снят по технологии stopmotion. Съёмки проходили в Москве в течение 22 съёмочных дней, были задействованы более 33 локаций и около 60 человек. Всего было отснято более 4000 кадров. В этом же году Guru Groove стали участниками торжественной церемонии закрытия Универсиады в Казани, а в 2015 году выступили на торжественной церемонии закрытия Чемпионата мира ФИНА по водным видам спорта. Во время чемпионата мира по футболу FIFA 2018 Guru Groove дали концерты в рамках FIFA Fan Fest в Волгограде и Казани.
В апреле 2014 года был выпущен первый сингл получивший название «Jump Into My Arms», а также снят одноимённый клип. В сентябре этого же года выходит второй альбом под названием «One Hour», презентация которого прошла на фестивале «Ночь Музыки».
В октябре 2015 года Guru Groove Foundation стали финалистами Международного конкурса молодых исполнителей популярной музыки «Новая волна 2015», который проводился в Сочи.
В 2016 году выпускают сборник песен «Re:Cover». 1 июля того же года группа выпустила альбом «Over You». Заглавный трек альбома, записанный в сотрудничестве с Jimmy Douglass (aka Senator), американским саунд-продюсером и четырёхкратным обладателем Grammy, принёс группе номинацию на Премию Муз-ТВ в категории «Лучшая песня на иностранном языке».
Летом 2016 года Татьяна Шаманина в качестве постоянного члена жюри приняла участие в съёмках музыкального конкурса Casa Musica на телеканале MTV. В этом же году Татьяна Шаманина принимала участие в пятом юбилейном сезоне проекта Голос на Первом канале.
В 2018 году в свет вышел альбом «Just Another Day».
Релизы Guru Groove Foundation: Remixed (EP), Wrong (Single), Over You (EP), Let Me Go (Single), Golden Love, One Hour (альбом; изъят из продажи)

## Дискография

### Альбомы
| Год  | Название                                         | Подробнее                                                                          |
| ---- | ------------------------------------------------ | ---------------------------------------------------------------------------------- |
| 2011 | «Call Me Up»                                     | - Выпущен: 2011 - Формат: цифровое скачивание - Лейбл: Unipop Music/А+/Студия СОЮЗ |
| 2014 | «One Hour» (изъят из продажи лейблом Nopassport) | - Выпущен: 2014 - Формат: цифровое скачивание - Лейбл: Unipop Music/А+/Студия СОЮЗ |
| 2016 | «Re:Cover» (сборник песен)                       | - Выпущен: 2016 - Формат: Цифровое скачивание - Лейбл: Unipop Music/А+/Студия СОЮЗ |
| 2016 | «Over You»                                       | - Выпущен: 2016 - Формат: цифровое скачивание - Лейбл: Unipop Music/А+/Студия СОЮЗ |
| 2018 | «Just Another Day»                               | - Выпущен: 2018 - Формат: цифровое скачивание - Лейбл: Unipop Music/А+/Студия СОЮЗ |

## Награды и номинации
| Год  | Премия                                 | Номинация                          | Результат | Ист.   |
| ---- | -------------------------------------- | ---------------------------------- | --------- | ------ |
| 2011 | Золотая Горгулья                       | Лучший танцевальный коллектив года | Победа    |        |
| 2011 | Конкурс летающих музыкантов "Авианова" |                                    | Победа    |        |
| 2015 | Нова Волна 2015                        | Специальный приз канала Муз-ТВ     | Победа    |        |
| 2017 | Премия Муз-ТВ 2017                     | Лучшая песня на иностранном языке  | Номинация | [ 10 ] |